# BRT 1
BRT 1 (en turc : Bayrak Radyo Televizyon 1) est une chaîne de télévision chypriote. 
Née en 1976, deux ans après le débarquement turc dans le nord de l'île, elle est placée sous l'autorité d'une corporation opérant deux chaînes de télévision et cinq stations de radio, la Compagnie de Radio Télévision Bayrak. 
Bien que n'ayant pas d'existence légale au vu du droit international (le gouvernement chypriote la considérant même comme une télévision « pirate »), elle est considérée comme une chaîne de télévision « nationale » par les autorités de la république autoproclamée de Chypre du Nord.
Diffusée sur le réseau hertzien de cette partie de l'île, elle est apparentée à une chaîne de service public. Média généraliste, elle émet uniquement en turc et diffuse également ses émissions par satellite à destination des chypriotes turcs de la diaspora.

## Présentation
Bayrak Televizyon succède à une station de radio née en décembre 1963, quelques semaines après les violents affrontements intercommunautaires qui opposent chypriotes grecs et chypriotes turcs. 
Le limogeage des employés chypriotes turcs de la Société de radiodiffusion de Chypre détermine ceux-ci à s'organiser et à créer Radio Bayrak, une radio pirate dont la vocation est d'informer les populations turcophones de l'île.
L'invasion de la partie nord de l'île par les troupes turques donne naissance en 1974 à un « état » se voulant indépendant, la république autoproclamée de Chypre du Nord. 
Bien que non reconnue par la communauté internationale (à l'exception de la Turquie), celle-ci s'organise grâce à l'appui de l'armée et du gouvernement turcs. Cette même année, elle fait de Radio Bayrak une station de radio « nationale » placée sous l'égide d'une compagnie de radio-télévision, la Bayrak Radyo Televizyon (BRT). 
Cependant, il faut attendre 1976 pour que débutent les premiers essais de la télévision de Chypre du Nord.
Le 19 juillet de cette même année, les premières émissions régulières de la BRT débutent officiellement, depuis un studio aménagé avec de l'équipement provenant de Diyarbakir, en Turquie. Les émissions sont diffusées en noir et blanc jusqu'au 1er juillet 1979. 
Une déclinaison de BRT 1 baptisée BRT International reprend la quasi-totalité des émissions de la chaîne en simultané et les diffuse par voie satellitaire au Moyen-Orient et en Europe.

## Programmes
BRT 1 émet 24 heures sur 24, les émissions régulières étant diffusées de 7 heures à minuit. 
L'antenne est ouverte quotidiennement avec l'hymne national de la république de Chypre du Nord (qui est également celui de la Turquie), İstiklâl Marşı. Parmi les émissions populaires figurent le programme matinal Güne Günaydın (chroniques, nouvelles et informations pratiques), Müzik-Siz Cafe et KKTC Top 10 (émissions musicales) et les journaux télévisés (Haberler).
BRT 1 diffuse également des séries, des retransmissions sportives et des émissions culturelles. Si la chaîne émet avant tout en langue turque, elle diffuse un journal télévisé en anglais chaque jour à 17 heures 30.